# Tvärbanan
Tvärbanan est une ligne de tramway, longue de vingt kilomètres, qui relie le réseau des trains de banlieue de Stockholm et le métro de Stockholm en Suède.
Portant initialement le numéro 22, elle est renumérotée ligne 30 (et 31 pour la nouvelle branche en direction de l'aéroport) en 2020.

## Infrastructure
La ligne s'étend en demi-cercle au sud, à l'ouest et au nord du centre-ville de Stockholm, de Sickla via Hammarby Sjöstad, Gullmarsplan, Årsta, Liljeholmen, Gröndal, Stora Essingen, Alvik, Ulvsunda, Centrala Sundbyberg et le Solna centrum jusqu'à la gare de Solna.
Depuis Ulvsunda, il y a une ligne secondaire vers l'aéroport de Stockholm-Bromma.
À l'avenir, la ligne continuera jusqu'à Rissne, Kista et Helenelund.

## Lignes
| Ligne | Parcours                                     | Temps de trajet | Longueur | Stations |
| ----- | -------------------------------------------- | --------------- | -------- | -------- |
| 30    | Sickla – Solna                               | 0:56            | 19,0 km  | 26       |
| 31    | Alviks strand – Aéroport de Stockholm-Bromma | 0:11            | 3,8 km   | 6        |